# Callidiellum flavosignatus
Callidiellum flavosignatus är en skalbaggsart som beskrevs av Pu 1991. Callidiellum flavosignatus ingår i släktet Callidiellum och familjen långhorningar. Inga underarter finns listade.